# GP Gorenjska
GP Gorenjska (GP Eslovenia en 2021) es una carrera ciclista profesional de un día en Eslovenia, y se disputa en la región de Kamnik y sus alrededores en el mes de mayo.
El evento se creó en el 2021 formando parte del UCI Europe Tour, calendario ciclístico de los Circuitos Continentales UCI dentro de la categoría 1.2.

## Palmarés
| Año  | Ganador          | Segundo         | Tercero          |
| ---- | ---------------- | --------------- | ---------------- |
| 2021 | Mirco Maestri    | Felix Ritzinger | Michal Schlegel  |
| 2022 | Patryk Stosz     | Tilen Finkšt    | Daniel Babor     |
| 2023 | Davide De Cassan | Martin Messner  | Alexander Hajek  |
| 2024 | Michal Schuran   | Jakub Říman     | Emanuel Zangerle |

## Palmarés por países
| País            | Victorias |
| --------------- | --------- |
| Italia          | 2         |
| Polonia         | 1         |
| República Checa | 1         |